# Chenjerai Hunzvi
Chenjerai "Hitler" Hunzvi (ur. 23 października 1949, zm. 4 czerwca 2001) – polityk Zimbabwe. Począwszy od roku 1997 piastował urząd prezesa Narodowego Związku Weteranów Wojny o Wyzwolenie Zimbabwe (Zimbabwe National Liberation War Veterans Association, ZNLWVA).

## Młodość
Hunzvi urodził się w Chiminya, wiosce w prowincji Mashonaland w Zimbabwe. Twierdził, że w wieku 16 lat przyłączył się do walki przeciw rządom białej mniejszości w Rodezji i działał w konspiracji pod pseudonimem "Hitler". Utrzymywał, że w latach 1967 i 1970 internowano go w więzieniach Gonakudzingwa oraz Wha Wha. Twierdził, że był przywódcą Afrykańskiego Ludowego Związku Zimbabwe (Zimbabwe African Popular Union, Zapu) oraz Ludowej Armii Rewolucyjnej Zimbabwe (Zimbabwe People's Revolutionary Army, Zipra). Jednak inni weterani ówczesnych walk zaprzeczają twierdzeniu o jego przywództwie. Hunzvi, jako uzdolniony młodzieniec, wyjechał na studia do Rumunii, gdzie nauczył się biegle władać językiem francuskim i rumuńskim. Później rozpoczął studia medyczne w Polsce. Ożenił się z Polką. Podczas pobytu w Polsce reprezentował organizację Zapu. W roku 1979, w trakcie studiów medycznych, odwiedził Londyn, by uczestniczyć w negocjacjach odnośnie do zawieszenia broni i ustalenia statusu prawnego Rodezji, które zakończyły się podpisaniem porozumienia w posiadłości Lancaster w Londynie (Lancaster House Agreement, 21 grudnia 1979).
Hunzvi powrócił do Zimbabwe w roku 1990. Początkowo pracował w Szpitalu Głównym w stolicy państwa, Harare. Później otworzył prywatną klinikę w Budiriro w okręgu Harare. Jego żona, Wiesława Hunzvi, wyjechała z kraju w roku 1992 z powodu konfliktu rodzinnego. A oto jak wypowiedziała się o swoim mężu:
"To człowiek okrutny i podły, który czerpał przyjemność z bicia mnie. A jeśli chodzi o wojnę, to on nigdy nie strzelał z karabinu. W ogóle nigdy nie widział walki."
Później Hunzvi ożenił się po raz drugi.

## Kariera polityczna
W roku 1997 Hunzvi został wybrany na stanowisko prezesa Narodowego Związku Weteranów Wojny o Wyzwolenie Zimbabwe. Organizacja ta wówczas miała raczej drugorzędne znaczenie na arenie politycznej. Jako uzdolniony mówca, Hunzvi organizował głośne demonstracje, domagając się od prezydenta Roberta Mugabe gratyfikacji i emerytur dla członków związku. Poza tym ostro krytykował prezydenta. Zastosowana przez niego taktyka nacisku poskutkowała jednorazową wypłatą 2.500 dolarów dla 50 tys. weteranów wojennych oraz zagwarantowaniem im miesięcznych emerytur wysokości 100 dolarów. Został również utworzony fundusz odszkodowawczy, który wypłaca zapomogi weteranom, którzy podczas wojny utracili zdrowie. Wysokość renty zależy od stopnia niepełnosprawności. Fundusz był przyczyną ogromnego oszustwa finansowego. Wielu urzędników rządowych, działaczy partyjnych, itd. (włącznie z Hunzvim) zadeklarowało, że są w 117% niepełnosprawni. Eksperci finansowi doszli do wniosku, że to oszustwo było głównym czynnikiem w kryzysie gospodarczym w Zimbabwe. 
W roku 1999 Hunzvi został aresztowany w związku z oskarżeniem go o korupcję. Był oskarżony o defraudację 45 milionów dolarów Zimbabwe z funduszy dla weteranów. Nie pozwolono mu wyjść za kaucją, gdyż obawiano się, że może szantażować świadków lub umknąć wymiarowi sprawiedliwości. Proces notorycznie odraczano. Przywódcy związku weteranów zdecydowali o pozbawieniu Hunzvi'ego przywództwa. W roku 2000 Hunzvi prowadził kampanię, popieraną przez weteranów oraz zwolenników ZANU-PF (Afrykańska Unia Narodowa Zimbabwe - Front Patriotyczny), której miała na celu przejęcie gruntów od europejskich właścicieli. W czasie kampanii przed wyborami parlamentarnymi w roku 1990, Hunzvi namawiał swoich zwolenników do szantażowania członków opozycyjnej partii Ruch na Rzecz Demokratycznej Zmiany (Movement for Democratic Change). Wielu świadków w czasie procesu zeznało, że Hunzvi uczestniczył w pobiciach i torturach. W roku 2000 organizacja Amnesty International określiła jego klinikę medyczną mianem "sali tortur". Sam Hunzvi nazywał siebie "największym terrorystą w Zimbabwe".
W roku 2000 Hunzvi został wybrany do parlamentu. W roku 2001 zmarł w szpitalu Parirenyatwa w Harare. Istnieją różne hipotezy dotyczące przyczyny jego śmierci. Mogła być ona spowodowana przez malarię, chorobę serca lub AIDS.